# Jonathan Martinez
Jonathan Martinez (Plainview, 20 de abril de 1994) é um lutador profissional de artes marciais mistas americano, que atualmente compete pelo UFC na categoria dos galos.

## Carreira no MMA

### Ultimate Fighting Championship
Martinez fez sua estreia no UFC em 27 de Outubro de 2018 no UFC Fight Night: Volkan vs. Smith, substituindo o lesionado Gavin Tucker contra Andre Soukhamthath. Ele perdeu a luta por decisão unânime.
Sua próxima luta veio em 9 de fevereiro de 2019 no UFC 234: Adesanya vs. Silva contra Wuliji Buren. Ele venceu a luta por decisão unânime.
Martinez enfrentou Liu Pingyuan em 13 de julho de 2019 no UFC Fight Night: de Randamie vs. Ladd. Ele venceu por nocaute ao acertar uma joelhada no terceiro round. Esta vitória lhe rendeu seu primeiro bônus de “Performance da Noite”.
Martinez enfrentou Andre Ewell em 8 de fevereiro de 2020 no UFC 247: Jones vs. Reyes. Ele perdeu por decisão dividida.

## Cartel no MMA
| Cartel no MMA       |             |            |
| 20 lutas            | 16 vitórias | 4 derrotas |
| Por nocaute         | 7           | 1          |
| Por finalização     | 2           | 0          |
| Por decisão         | 7           | 2          |
| Por desqualificação | 0           | 1          |

| Res.    | Cartel | Oponente           | Método                             | Evento                                        | Data       | Round | Tempo | Local                   | Notas                 |
| ------- | ------ | ------------------ | ---------------------------------- | --------------------------------------------- | ---------- | ----- | ----- | ----------------------- | --------------------- |
| Vitória | 16–4   | Vince Morales      | Decisão (unânime)                  | UFC Fight Night: Holm vs. Vieira              | 21/05/2022 | 3     | 5:00  | Las Vegas, Nevada       |                       |
| Vitória | 15–4   | Alejandro Pérez    | Decisão (unânime)                  | UFC Fight Night: Makhachev vs. Green          | 26/02/2022 | 3     | 5:00  | Las Vegas, Nevada       |                       |
| Vitória | 14-4   | Zviad Lashvili     | Decisão (unânime)                  | UFC Fight Night: Costa vs. Vettori            | 23/10/2021 | 3     | 5:00  | Enterprise, Nevada      |                       |
| Derrota | 13-4   | Davey Grant        | Nocaute (soco)                     | UFC Fight Night: Edwards vs. Muhammad         | 13/03/2021 | 2     | 3:03  | Las Vegas, Nevada       |                       |
| Vitória | 13-3   | Thomas Almeida     | Decisão (unânime)                  | UFC Fight Night: Ortega vs. The Korean Zombie | 17/10/2020 | 3     | 5:00  | Abu Dhabi               | Estreia nos Penas.    |
| Vitória | 12-3   | Frankie Saenz      | Nocaute Técnico (joelhada e socos) | UFC Fight Night: Brunson vs. Shahbazyan       | 01/08/2020 | 3     | 0:57  | Las Vegas, Nevada       |                       |
| Derrota | 11–3   | Andre Ewell        | Decisão (dividida)                 | UFC 247: Jones vs. Reyes                      | 08/02/2020 | 3     | 5:00  | Houston, Texas          |                       |
| Vitória | 11–2   | Liu Pingyuan       | Nocaute (joelhada)                 | UFC Fight Night: de Randamie vs. Ladd         | 13/07/2019 | 3     | 3:53  | Sacramento, California  | Performance da Noite. |
| Vitória | 10–2   | Wuliji Buren       | Decisão (unânime)                  | UFC 234: Adesanya vs. Silva                   | 09/02/2019 | 3     | 5:00  | Melbourne               |                       |
| Derrota | 9–2    | Andre Soukhamthath | Decisão (unânime)                  | UFC Fight Night: Volkan vs. Smith             | 27/10/2018 | 3     | 5:00  | Moncton, New Brunswick  | Estreia no UFC.       |
| Vitória | 9–1    | Randy Hinds        | Finalização (chave de braço)       | Fist Fight Night 2                            | 30/09/2017 | 1     | 0:56  | Amarillo, Texas         | Volta aos Galos.      |
| Vitória | 8–1    | Jesse Cruz         | Finalização (chave de braço)       | Combate Americas: Road to the Championship 3  | 18/04/2016 | 1     | 2:17  | Los Angeles, California |                       |
| Derrota | 7–1    | Matt Schnell       | Desqualificação (joelhada ilegal)  | Legacy FC 49                                  | 04/12/2015 | 2     | 2:21  | Bossier City, Louisiana | Estreia nos Moscas.   |
| Vitória | 7–0    | Ryan Hollis        | Decisão (unânime)                  | GCS 3: Hub City Havoc                         | 25/04/2015 | 3     | 5:00  | Lubbock, Texas          |                       |
| Vitória | 6–0    | Carlos Vergara     | Decisão (dividida)                 | Fury Fighting 3                               | 24/01/2015 | 3     | 5:00  | San Antonio, Texas      |                       |
| Vitória | 5–0    | Xavier Siller      | Nocaute Técnico (socos)            | XFL: Rage on the River 5                      | 15/11/2014 | 2     | 1:03  | Grant, Oklahoma         |                       |
| Vitória | 4–0    | Adrian Hudson      | Nocaute Técnico (socos)            | XFL: Rage on the River 4                      | 27/07/2014 | 5     | 1:01  | Tulsa, Oklahoma         |                       |
| Vitória | 3–0    | Micah Stockton     | Nocaute Técnico (socos)            | XFL: Rage on the River 3                      | 18/04/2014 | 3     | 0:44  | Tulsa, Oklahoma         |                       |
| Vitória | 2–0    | Marshon Ball       | Nocaute (joelhada voadora)         | Rumble Time Promotions: Destruction           | 14/03/2014 | 1     | 1:23  | St. Charles, Missouri   |                       |
| Vitória | 1–0    | Archie Lowe        | Nocaute (joelhada voadora)         | C3 Fights: Border Wars 2014                   | 08/02/2014 | 2     | 2:21  | Newkirk, Oklahoma       | Estreia nos Galos.    |